# Voivodato di Krosno

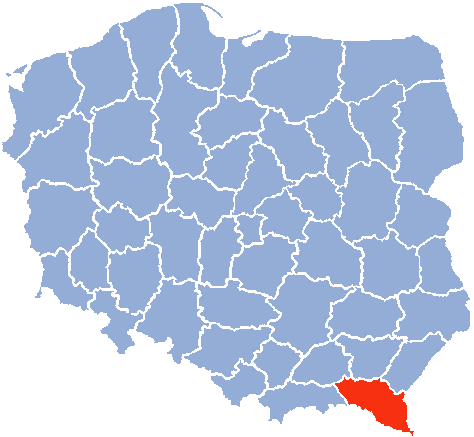
Voivodato di Krosno

Il voivodato di Krosno (in polacco: województwo krośnieńskie) è stato un'unità di divisione amministrativa e di governo locale della Polonia negli anni 1975 - 1998. Con la nuova suddivisione in voivodati del 1999, è stato sostituito dal voivodato della Precarpazia. La città capitale era Krosno.

## Principali città (popolazione nel 1995)
- Krosno (49.400)
- Sanok (41.400)
- Jasło (38.900)